# BMW 803
A BMW 803 28 hengeres repülőgép-csillagmotor, amelyet a második világháború időszakában fejlesztettek ki. A típus a korszak legerősebb csillagmotorjai közé tartozott, de a sorozatgyártásig és az alkalmazásig nem jutott el.

## Története
A típus tanulmányait 1939-ben készítették el. A legelső működő prototípusok 1944-ben készültek el.
A motort több, terv szintjén létező repülőgéptípushoz is alkalmazni akarták. Ezek közül az egyik a tervezett Focke-Wulf Fw 238 interkontinentális bombázó lett volna.
A típusból fejlesztettek csúszóhüvelyes-szelepelésű verziót is, amelynek BMW 803 T volt a jelölése.
Egyetlen példánya maradt fenn, amely a Deutsches Museumban schleissheimi repülési részlegében található.

## Műszaki jellemzői
Folyadékhűtésű, 28 hengeres, négykoszorús csillagmotor. A lökettérfogat kétszerese volt a BMW 801 lökettérfogatának, ami így 83,6 liter lett. A hengerek furata és lökethossza is 156 mm.
Annak ellenére, hogy a BMW jellemzően léghűtéses motorokat gyártott a világháború időszakában, ez a motor folyadékhűtéses volt, mert egy ekkora lökettérfogatú motornál a hatásos léghűtést nem lehetett volna megtvalósítani.
A típust vagy kétfokozatú, négysebességes, vagy pedig egyfokozatú, háromsebességes mechanikus-feltöltővel szerelték volna fel.
A legtöbb forrás szerint a motor 3900 LE-t tudott volna leadni felszálláskor. A csúcsteljesítménye dús keveréken 4500 LE lett volna